# Субличность
Субли́чность (англ. Subpersonality) — нечто воспринимаемое сознанием как нечто отдельное от себя, а также внутренний образ, привязанный к этим элементам.
Субличности возникают на разных этапах развития человека и обеспечивают его защиту, реализацию его потребностей и позволяют ему жить так, как он живёт. Базовым представлением метода психологического исследования личности «диалог с голосами» (англ. Voice Dialogue) (авторы: Сидра и Хэл Стоуны) является положение, что личность человека не едина, а состоит из многих отдельных «я», которые и называются субличностями.

## История
По утверждению историка динамической психиатрии Генри Элленбергера, источником учения о субличностях являются теории дипсихизма и полипсихизма, популярные среди месмеристов XIX века. Наибольший вклад в конструирование дипсихизма внёс Макс Дессуар (1867—1947), в то время как автором термина «полипсихизм» историк считает магнетизёра Жозефа Пьера Дюрана (1826—1900). Дюран утверждал, что человеческий организм состоит из анатомических сегментов, каждый из которых имеет собственное психическое эго. С точки зрения Элленбергера, представления Зигмунда Фрейда и Карла Густава Юнга о бессознательном сперва опирались на модель дипсихизма, но впоследствии эволюционировали к полипсихизму. Примером полипсихизма в учении Фрейда историк считает трёхчленную формулу: Эго, Оно и Сверх-Я. 
Понятие субличности введено в научный обиход в рамках психосинтеза (психотерапевтической системы), разработанной итальянским психиатром и психологом Роберто Ассаджиоли. В соответствии с его представлениями субличность представляет собой динамическую подструктуру личности, обладающую относительно независимым существованием. Самые типичные субличности человека — те, что связаны с социальными (семейными или профессиональными) ролями, которые он принимает на себя в жизни, например, с ролями дочери, матери, сына, отца, бабушки, любимой, врача, учителя и т. д.

## Характеристики
Субличности проявляются опосредованно, например, в том случае, когда человек разговаривает сам с собой, ведёт внутренний диалог. Голоса, которые при этом говорят, задают вопросы и отвечают во внутреннем мире человека, и есть проявление его субличностей. Качества, способности, навыки и фактические достижения человека, которые он демонстрирует в своей жизни, также являются проявлениями его субличностей.
В структуре сознания создатели «Диалога с голосами» выделяют три уровня:
- уровень наблюдения, или осознания;
- уровень субличностей;
- уровень Эго, — золотая середина, которая лежит между «первичными Я» и «отстранёнными Я» человека.

Наблюдение отличается от ума тем, что при восприятии окружающего мира на этом уровне человек не дает никаких оценок, не делает никаких выводов.
По теории Сидры и Хэла Стоун, «первичные Я», возникшие в процессе созревания психики человека, служат для защиты «внутреннего ребёнка» от уязвимости и беззащитности и позволяют достигать поставленных в жизни целей.